# MF문고 J
MF문고 J(MF文庫J, エムエフぶんこジェイ MF분코J[*])는 일본 미디어팩토리 계열의 라이트 노벨 레이블이다. 원래 일본 국외영화를 소설로 번역하던 기존의 MF문고에 일본 (Japan)과 쥬브나일 (Juvenile)의 J를 붙여 2002년 7월 25일 새로이 창간되었다.
창설 당시에는 대부분이 애니메이션, 게임 원작의 라이트 노벨화가 주된 목적이었지만 MF J수상자들이 데뷔하기 시작하며 평가가 급상승 하였다. 특히 제로의 사역마, 카노콘, 캠퍼 등 인기작이 대거 등장했으며 애니메이션화가 이루어졌다. 출간되는 모든 라이트 노벨의 표지색이 녹색으로 되어 있으며 라이트 노벨 출판사로서는 특이하게 전자출판을 하고 있다. 또 야마구치 노보루, 쿠와시마 요시카즈 등의 게임 시나리오 작가 출신들이 많은 것도 특징이다.

## 출판 목록
아래의 목록은 국내 라이트노벨 출판사가 계약한 MF문고J 소속의 라이트 노벨로서, 목록의 순서는 “작품명 - 작가/ 삽화가”이다.

### 제이노블
- 《이코노클라스트!》 - 사카키 이치로 / kyo
- 《캠퍼》 - 츠키지 토시히코 / 센무
- 《제로의 사역마》 - 야마구치 노보루 / 우사츠카 에이지
  - 《타바사의 모험》 (외전)
  - 《열풍의 기사공주》 (외전)
- 《덤벼!》 시리즈 - 미우라 이사오 / 루나
- 《성검의 블랙스미스》 - 미우라 이사오 / 루나
- 《우울한 소녀는 흑마법으로 사랑을 한다》 - 구마가이 마사토 / 에렛토
- 《카노콘》 - 니시노 카츠미 / 코인
- 《비탄의 아리아》 - 아카마츠 츄가쿠 / 코부이치
- 《큐, 큐, 큐트!》 - 노지마 켄지 / 무토 쿠리히토
- 《헌티드!》 - 히라사카 요미 / 카타세 유우
- 《Run & Shot!》 - 카미나 오키나 / refeia
- 《성각의 용기사》- 미즈치 시키 / 시메사바 코하다
- 《둘이서 시작하는 세계정복》 - 오카자키 노보루 / 타카시나@마사토
- 《드루이드가 떴다!》 - 시미즈 유우 / 젯쿄
- 《GALGOD!!!!!》- 히가 토모야스 / 카와하라 케이
- 《마계 신부!》- 아치 타로 / x6suke
- 《변태왕자와 웃지 않는 고양이》- 사가라 소우 / 칸토쿠
- 《다크 스트라이카》- 주몬지 아오 / 스즈리
- 《피니언!》- 히구치 츠카사 / 타카하루
- 《정령사의 검무》- 시미즈 유우 / 사쿠라 한펜
- 《101번째 괴담》- 사이토 켄지 / 료카

### NT노벨
- 《기교소녀는 상처받지 않아》- 카이토 레이지 / 루로오
- 《놀러갈게!》- 카미노 오키나 / 호덴 에이조
- 《푸이푸이》- 나츠 미도리 / 나모리
- 《풍수학원》- 나츠 미도리 / 나기
- 《신족가족》- 쿠와시마 요시카즈 / 야스다 스즈히로
- 《총희》 - 타카도노 마도카 / 에나미 카츠미
- 《별의 목소리》- 오오바 와쿠 / 야기누마 코우
- 《마법소녀☆임시면허》- 후유키 후유키 / H2SO4
- 《T와 팬티의 좋은 이야기》- 모토무라 타이시 / 마에다 리소우
- 《오버 이미지》- 유사 마히로 /
- 《돼지는 날아도 그저 돼지일 뿐?》- 스즈키 코우 /

### 익스트림 노벨
- 《마탄의 왕과 바나디스》- 카와구치 츠카사 / 요시☆오
- 《인피니트 스트라토스》- 유미즈루 이즈루 / okiura
- 《벌레와 눈알》 시리즈 - 아키라 / 미츠키 마우스
- 《나는 친구가 적다》- 히라사가 요미 / 브리키
- 《엠엠!》- 마츠노 아키나리 / QP:flapper
- 《04》시리즈 - 시미즈 마리코 / toi8
- 《거짓말》시리즈 - 시미즈 마리코 / toi8
- 《나르키소스》- 카타오카 토모 / Goto-P
- 《이 중에 1명, 여동생이 있다!》- 타쿠치 하지메 / CUTEG
- 《라노벨부》- 히라사카 요미 / 요타
- 《오빠지만 사랑만 있으면 상관없잖아?》- 스즈키 다이스케 / 우루우 겟카

### L노벨
- 《검의 여왕과 낙인의 아이》- 스기이 히카루 / 유니
- 《창월의 이리스》- 호시이에 나코 / 타이라 츠쿠네
- 《나와 이치노의 게임동호회 활동일지》- 히무라 테츠 / 혼타니 카나에
- 《마요치키!》- 아사노 하지메 / 키쿠치 세이지
- 《츠키츠키!》 - 고토 유우진 / 코리에 리코
- 《첫 체험에 안성 맞춤인 그녀》- 아사노 하지메 / 타카나에 쿄우린

### 노블엔진
- 《노래하는 소녀의 창악보》- 아메노 치하레 / 타니하라 나츠키
- 《신메카이 로드그래스》- 히가 토모야스 / 스바치
- 《더블 액세스》- 히구치 츠카사 / 노라타마
- 《나는 그녀의 개가 된다!》- 아사누마 코타 / 미츠모모 마무
- 《주전포수 시노하라 씨》- 센바 카모메 / 야에가시 난
- 《수영 안 해요.》- 히가 토모야스 / 하마시마 시게오

### AK NOVEL
- 《남자답게 좀 굴어, 쿠라타 군!》- 사이토 신야 / 후미오
- 《마녀 학생회장》- 아키라 / 스즈미 아츠시
- 《미운 오리의 사랑》- 아키라 / 미코토 아케미
- 《카구야 마왕식!》- 츠키미 소헤이 / 미즈사와 미모리
- 《그녀에게 귀와 꼬리가 달려 있는 이유를 설명할 수 없다》- 미카미 야스아키 / Nardack
- 《하늘에 토끼가 떠오를 때 ~twilight moon rabbit~》- 히라사카 요미 / 미나토 히로무
- 《파라켈수스의 딸》- 고다이 유우 / 키시다 메루
- 《맹약의 리바이어던》- 타케즈키 조 / 니무라 유지